# Kaloula
Kaloula é um gênero de anfíbios da família Microhylidae.
As seguintes espécies são reconhecidas:
- Kaloula assamensis Das, Sengupta, Ahmed & Dutta, 2005
- Kaloula aureata Nutphand, 1989
- Kaloula baleata (Müller, 1836)
- Kaloula borealis (Barbour, 1908)
- Kaloula conjuncta (Peters, 1863)
- Kaloula indochinensis Chan, Blackburn, Murphy, Stuart, Emmett, Ho & Brown, 2013
- Kaloula kalingensis Taylor, 1922
- Kaloula kokacii Ross & Gonzales, 1992
- Kaloula mediolineata Smith, 1917
- Kaloula nonggangensis Mo, Zhang, Zhou, Chen, Tang, Meng & Chen, 2013
- Kaloula picta (Duméril & Bibron, 1841)
- Kaloula pulchra Gray, 1831
- Kaloula rigida Taylor, 1922
- Kaloula rugifera Stejneger, 1924
- Kaloula taprobanica Parker, 1934
- Kaloula verrucosa Boulenger, 1904
- Kaloula walteri Diesmos, Brown & Alcala, 2002